# 蔚蓝海岸天文台

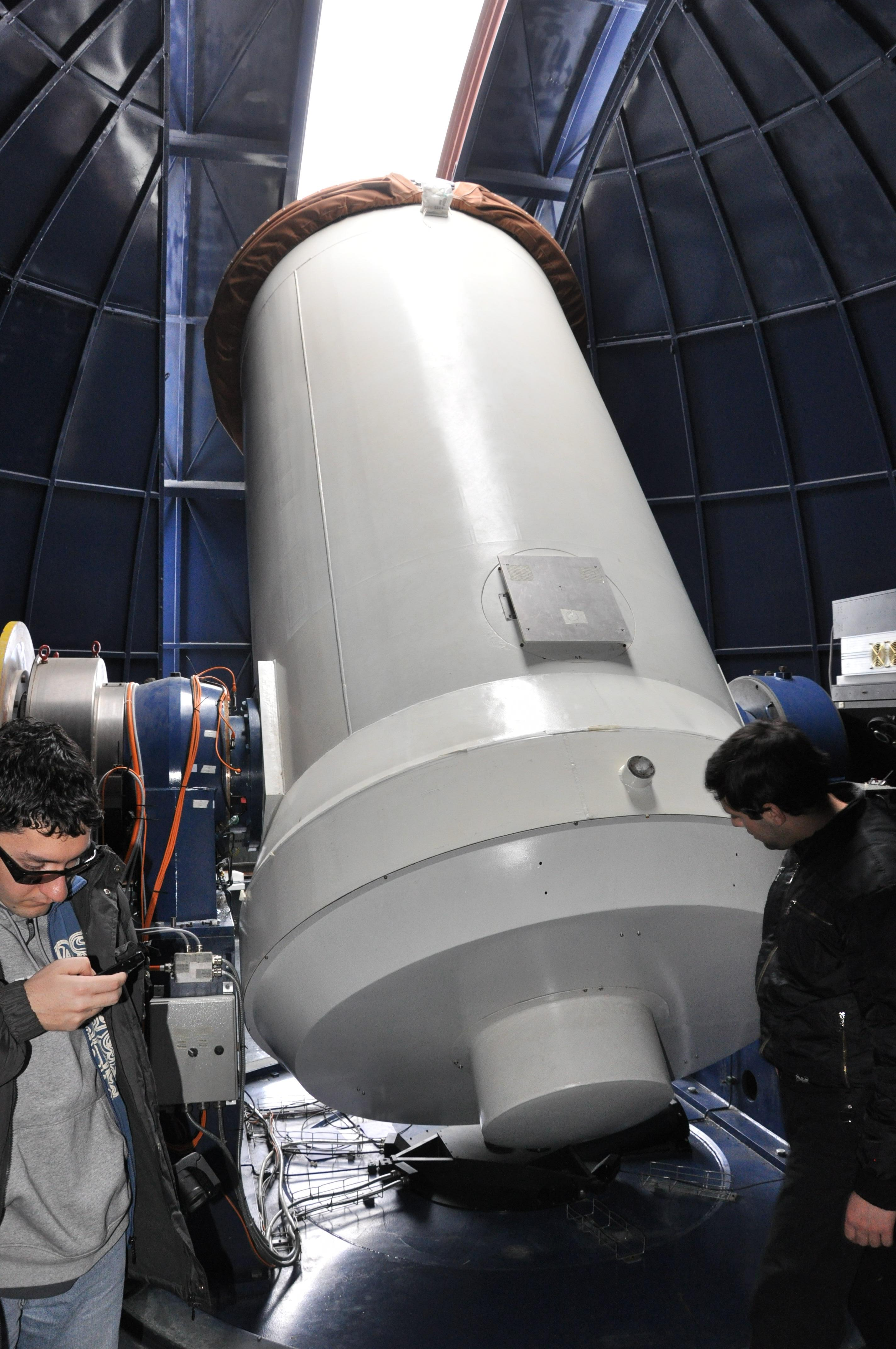
蔚蓝海岸天文台的一台望远镜

蔚蓝海岸天文台（法語：Observatoire de la Côte d'Azur, 縮寫：OCA）成立于1988年，由两个天文台合并而成：
- 尼斯天文台
- 地球动力学与天体测量学研究中心

该天文台隶属于法国国家大学重组计划中重组后的蓝色海岸大学的一部分。